# Дорстения гигантская
Дорстения гигантская (лат. Dorstenia gigas) — вид суккулентных растений семейства Тутовые (Moraceae). Одна из самых крупных дорстений. Названа в честь немецкого учёного-ботаника и врача Теодора Дорстена.

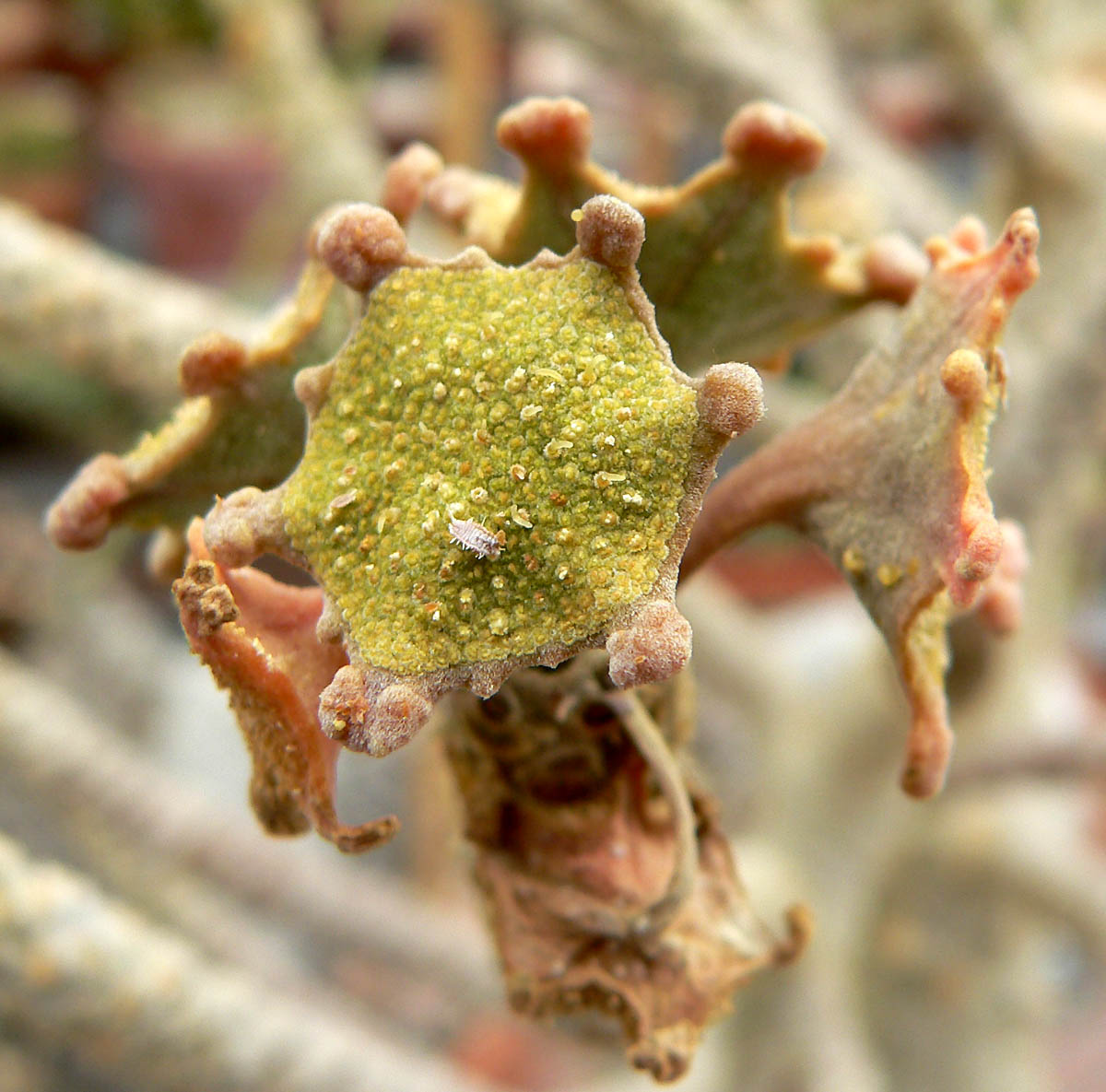
Цветок дорстении гигантской

Вид является эндемичным для острова Сокотра в Йемене. Как правило, растёт на вершинах скал острова.
Ствол может достигать 1,2 метра в диаметре и 4 метров в высоту.
Мощный ветвящийся луковицеобразный каудекс. Молодые побеги покрыты рубцами от опавших листьев. У некоторых экземпляров диаметр каудекса составляет не менее 50 см, а общая высота растения — около 1,5 м.
Листья овально-ланцетные, в нижней части побегов быстро опадают, оставшиеся формируют розетку на верхушках побегов, ярко-зелёные.
Соцветия с округлыми, напоминающими небольшие выросты лучами, светло-зелёного цвета,носят название гипандонии. Плоское цветоложе усыпано маленькими цветочками. Внутри бутона имеются тычинки. Цветёт дорстения гигантская с середины весны по октябрь месяц.